# New in Town (film)
New in Town è un film del 2009 diretto da Jonas Elmer.
In Italia, dopo la pubblicazione in DVD, è andato in onda sui canali Sky Cinema, con il titolo New in Town - Una single in carriera.

## Trama
Lucy Hill è una giovane dirigente di Miami. Single, bella, elegante, ambiziosa, dedita al lavoro, si ritrova a dover gestire una pesante ristrutturazione dello stabilimento alimentare nella sperduta cittadina di New Ulm, in Minnesota. Quando raggiunge il paese trova un inverno rigido e molto freddo e viene ben accolta dai locali anche se in maniera molto alla buona. Dopo le prime incomprensioni Lucy inizierà ad apprezzare la schiettezza e la laboriosità degli abitanti di New Ulm ed addirittura si innamorerà di Ted Mitchell, il capo sindacalista del Minnesota. Gli obiettivi dell'impresa madre di Miami nel frattempo sono cambiati ed addirittura la decisione è quella di chiudere lo stabilimento, unica fonte di lavoro della zona.
Sarà proprio Lucy, disobbedendo ai suoi superiori, a rilanciare lo stabilimento riconvertendolo alla produzione di un pudding a base di tapioca, specialità della sua svampita segretaria Blanche Gunderson.